# Hiromi Taniguči
Hiromi Taniguči (* 5. dubna 1960) je bývalý japonský atlet, běžec, mistr světa v maratonu z roku 1991.
Jeho největším sportovním úspěchem je titul mistra světa v maratonu, který získal v roce 1991. V olympijském maratonu o rok později v Barceloně doběhl osmý. Při svém druhém olympijském startu v Atlantě v roce 1996 skončil v maratonu devatenáctý. Jeho osobní rekord na této trati 2:07:40 pochází z roku 1988.